# Russell Alan Hulse
Russell Alan Hulse sinh ngày 28.11.1950 là nhà vật lý người Mỹ, đã đoạt Giải Nobel Vật lý năm 1993 (chung với Joseph Hooton Taylor, Jr., "cho công trình phát hiện một loại sao xung mới, một phát hiện đã mở ra các khả năng mới cho việc nghiên cứu lực hấp dẫn".

## Cuộc đời và Sự nghệp

### Ban đầu
Hulse sinh tại thành phố New York ngày 28.11.1950. Ông học ở trường Bronx High School of Science và Cooper Union, sau đó vào học ở Đại học Massachusetts Amherst. 
Tại đây, ông làm việc với Taylor trong một cuộc khảo sát quy mô lớn về các sao xung, sử dụng kính thiên văn vô tuyến của Đài thiên văn Arecibo ở Puerto Rico. Chính công trình khảo sát này đã dẫn tới việc khám phá ra sao xung đôi đầu tiên.
Năm 1974, Hulse và Taylor phát hiện sao xung đôi PSR B1913+16, được tạo thành bởi một sao và một sao đi kèm màu đen. Việc quay của sao neutron phát ra các xung động rất thường xuyên và ổn định trong vùng sóng radio và ở gần lực hấp dẫn khối vật chất ngưng tụ (không phát hiện được trong vùng có thể nhìn thấy). Hulse, Taylor, và các đồng nghiệp khác đã sử dụng sao xung đôi đầu tiên này để làm các cuộc kiểm tra độ chính xác cao của thuyết tương đối rộng, chứng minh sự tồn tại của sóng hấp dẫn. Một lượng xấp xỉ của năng lượng bức xạ điện từ này được mô tả bởi công thức bức xạ 4 cực của Albert Einstein năm 1918.
Năm 1979, các nhà nghiên cứu đã công bố các đo lường hiệu ứng tăng tốc nhỏ của các chuyển động quỹ đạo của một sao xung. Đây là bằng chứng ban đầu chứng tỏ là hệ thống của hai khối chuyển động này phát ra các sóng hấp dẫn.

### Sau này
Năm 1975 ông đậu bằng tiến sĩ vật lý ở Đại học Massachusetts Amherst. Hulse làm nghiên cứu sau tiến sĩ ở Đài thiên văn vô tuyến quốc gia tại Green Bank, West Virginia. Sau đó ông trở lại Đại học Princeton, nơi ông làm việc nhiều năm ở Phòng thí nghiệm Vật lý Plasma Princeton. Ông cũng làm việc về khoa học giáo dục. Năm 2003 ông làm giáo sư thỉnh giảng môn Vật lý học, Toán học và khoa học giáo dục ở Đại họcTexas tại Dallas.
Năm 1993, Hulse và Taylor được trao chung Giải Nobel Vật lý cho công trình phát hiện sao xung đôi đầu tiên. Tháng 7 năm 2007 Hulse tham gia Ban cố vấn của Aurora Imaging Technology.

## Giải thưởng và Vinh dự
- Giải Nobel Vật lý năm 1993 (chung với Joseph Hooton Taylor, Jr.)
- Hội viên Hiệp hội thăng tiến Khoa học Hoa Kỳ (American Association for the Advancement of Science) năm 2003